# 长白山阴地蕨
长白山阴地蕨（学名：Botrychium manshuricum）为阴地蕨科阴地蕨属下的一个种。

## 扩展阅读
- 維基物種上的相關：长白山阴地蕨